# Jan Kanan
Jan Kanan (gr.: Ἰωάννης Κανανός, Iōannēs Kananos) – bizantyński historyk żyjący w I połowie XV wieku. Autor Opowiadania o oblężeniu Konstantynopola.
O Janie Kananie nie wiadomo nic ponadto, że opisał jako naoczny świadek oblężenie Konstantynopola przez Turków w 1422 roku. Jego Opowiadanie o oblężeniu Konstantynopola (Diégesis perí tu en Konstantinupòleos gegonòtos polému) relacjonuje w drobiazgowy i naiwny sposób dzieje oblężenia stolicy przez 50. tysięczną armię sułtana Murada II. Sułtan turecki wyruszył pod Konstantynopol w odpowiedzi na próbę poparcia przez cesarza pretendenta do tronu sułtańskiego, Mustafy. Oblężenie rozpoczęło się 8 czerwca. Kolejne ataki tureckie zostały odparte, jak relacjonuje Kanan, dzięki bohaterskiej postawie oblężonych i pomocy Matki Boskiej widzianej w ciemnej szacie na murach miejskich. Ostatecznie sułtan zwinął oblężenie, zagrożony przez zgłaszającego pretensje do władzy młodszego brata. 
Opowiadanie Kanana zostało napisane językiem stanowiącym mieszaninę demotyku i języka literackiego. Relację uzupełniają cytaty z Pisma Świętego. Autor usprawiedliwia się przed czytelnikiem ze swego stylu, pisząc że nie umiał znaleźć w klasycznej grece wyrażeń oddających aktualne nazwy z zakresu wojskowości i życia codziennego.